# Aulodesmus tuberosus
Aulodesmus tuberosus är en mångfotingart som beskrevs av Carl Graf Attems 1938. Aulodesmus tuberosus ingår i släktet Aulodesmus och familjen Gomphodesmidae. Inga underarter finns listade i Catalogue of Life.